# Lipton International Players Championships 1985
Die Lipton International Players Championships 1985 waren ein Tennisturnier der WTA Tour 1985 für Damen und ein Tennisturnier des Grand Prix 1985 (Tennis) für Herren, welche zeitgleich vom 31. Januar bis zum 17. Februar 1985 in Delray Beach, Florida stattfanden.

## Herrenturnier
→ Hauptartikel: Lipton International Players Championships 1985/Herren

## Damenturnier
→ Hauptartikel: Lipton International Players Championships 1985/Damen